# Fosse Way

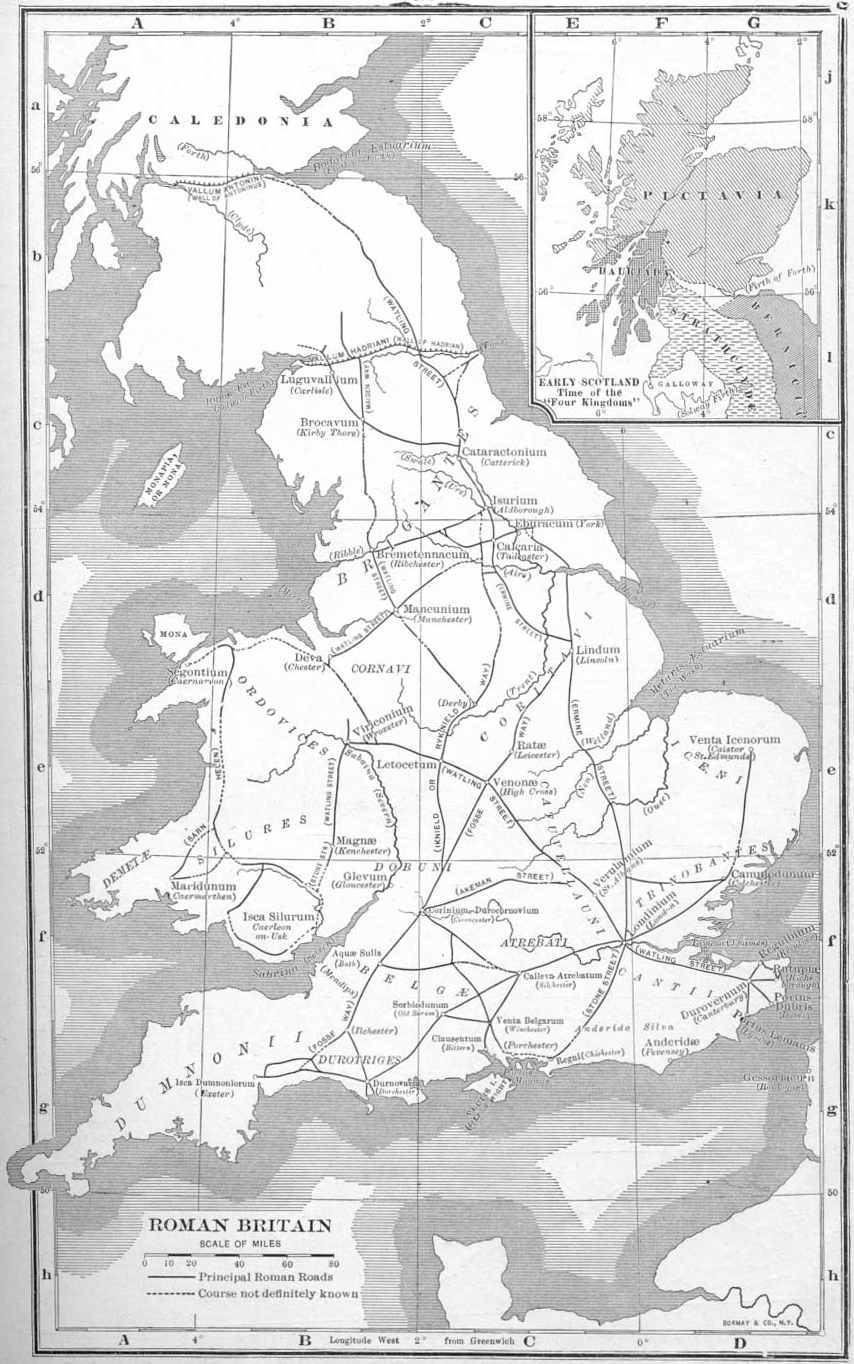
Carte des voies romaines en Bretagne romaine

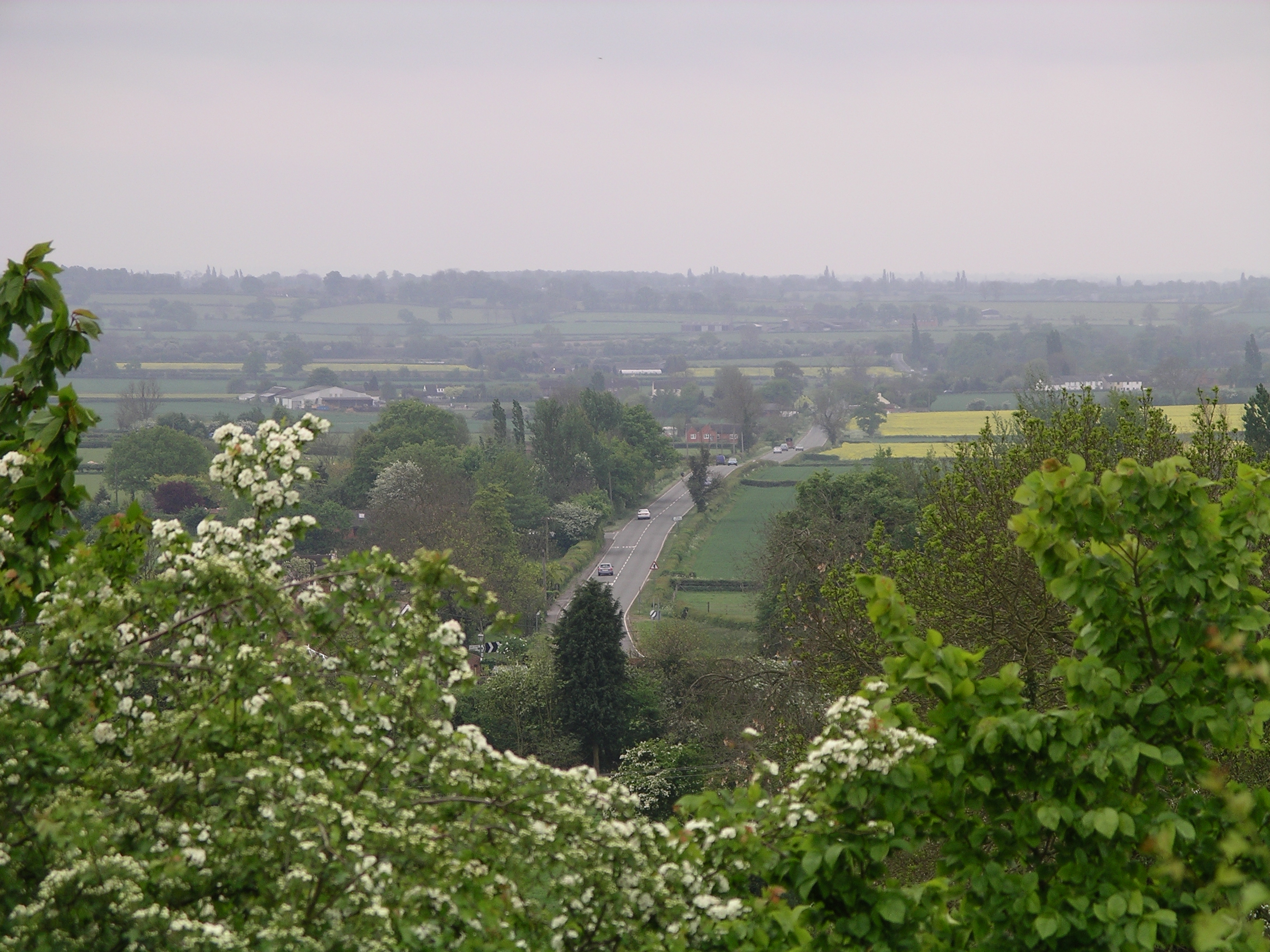
Fosse Way, depuis le sommet de Brinklow Castle, près de Coventry.

Fosse Way est une importante voie romaine longue de 354 km qui relie Exeter à Lincoln, en Angleterre. Elle traverse notamment Bath, Corinium Dobunnorum (Cirencester) et Leicester. 
Elle rejoint les voies d'Akeman Street et Ermin Street à Cirencester et Ermine Street à Lincoln et croise Watling Street à High Cross, au sud de Leicester. Elle est particulièrement remarquable pour son extrême rectitude.
Le mot Fosse est dérivé du latin fossa signifiant fossé. Pendant les premières décennies suivant la conquête romaine de la Bretagne en 43, Fosse Way formait la frontière occidentale de la province. Il est possible que la route ait été à l'origine un fossé défensif comblé et transformé par la suite en route, ou qu'un fossé ait longé la route. Fosse Way est la seule voie romaine de Grande-Bretagne à avoir conservé son nom latin, les autres ayant reçu un nom saxon après le départ des Romains. 
De nombreux villes et villages portent un nom rappelant la fonction militaire originelle de la voie, comme en témoignent les suffixes -cester ou -chester, formé à partir du latin castrum, signifiant camp fortifié. D'autres noms rappellent la voie elle-même, avec les formes -on-Fosse ou Fosse- ou les formes plus génériques Street, Strete, -le-Street, Stratton, Stretton, Stratford, et Stretford, dérivées de strata, signifiant voie pavée. Certains villages, comme Stretton-under-Fosse, cumulent les deux formes.
Plusieurs sections de la voie sont aujourd'hui des routes modernes ou des chemins, et matérialisent des limites administratives. 